# Ахмылово (Рязанская область)
Ахмылово — деревня в Рыбновском районе Рязанской области. Входит в Истобниковское сельское поселение.

## География
Находится в западной части Рязанской области на расстоянии приблизительно 10 км на северо-восток по прямой от железнодорожного вокзала в городе Рыбное.

## История
Известна с конца XVI века как Охмылово. Показана была как Ахмылова на карте 1850 года. В 1859 году здесь (тогда деревня Рязанского уезда Рязанской губернии) было учтено 59 дворов, в 1897—118.

## Население
Численность населения: 144 человека (1859 год), 188 (1897), 6 в 2002 году (русские 100 %), 2 в 2010.